# Désiré Letort
Désiré Letort (* 29. Januar 1943 in Bourseul; † 9. September 2012 in Saint-Malo) war ein französischer Radrennfahrer.
Désiré Letort war Profi-Radrennfahrer von 1965 bis 1973. Der größte Erfolg seiner Karriere war der vierte Platz in der Gesamtwertung der Tour de France 1967, bei der er auch als kämpferischster Fahrer ausgezeichnet wurde. Bei der Austragung 1969 trug er einen Tag lang das Gelbe Trikot und belegte in der Gesamtwertung Rang neun. Insgesamt startete er achtmal bei der Tour.
1963 und 1964 wurde Letort französischer Meister in der Mannschaftsverfolgung auf der Bahn sowie 1963 französischer Militärmeister in der Einerverfolgung. 1964 gewann er eine Etappe der Tour de l’Avenir. 1966 gewann er Paris–Camembert und 1971 die Tour du Haut-Var. 1967 siegte er in der französischen Meisterschaft im Straßenrennen, wurde allerdings wegen Dopings nachträglich disqualifiziert. Die Vuelta a España 1972 beendete er als Neunter der Gesamtwertung.